# Max Stefl
Max Maximilian Franz Josef Oskar Stefl (* 15. September 1888 in Nürnberg; † 14. Oktober 1973 in München) war ein deutscher Germanist und Bibliothekar.

## Leben
Max Stefl kam am 15. September 1888 als Sohn des Regensburger Gymnasialprofessors Franz Paul Stefl und der Maria Josefine Alberta Stefl, geb. Beringer, zur Welt. Er hatte eine Schwester.
Von 1894 bis 1898 besuchte er die Volksschule, 1907 legte er das Abitur am Königlichen Humanistischen Gymnasium Regensburg ab. Von 1907 bis 1914 studierte er Germanistik und Altphilologie an der Universität München, wo er das Staatsexamen ablegte. Am 9. Mai 1924 promovierte er an der Universität Freiburg bei Friedrich Wilhelm mit einer Arbeit über Beiträge zur Lehre von der Verbal-Zusammensetzung mit „an-“ im Mittelhochdeutschen.
Von 1909 bis 1913 arbeitete Stefl bereits in der Bibliothek des Germanistischen Seminars. 1914 wurde Stefl Hilfsarbeiter an der Universitätsbibliothek München. Seit 1918 war er Bibliothekar an der dortigen Staatsbibliothek, wo er 1919 die Fachprüfung für den Höheren Bibliotheksdienst ablegte.
1926 ehelichte er Magda Maria Ostermeir. Seit den 1930er Jahren war Stefl befreundet mit Theodor Haecker, Josef Hofmiller, Mechtilde Lichnowsky und Karl Kraus.

## Zeit des Nationalsozialismus
Obwohl er 1911 bis 1913 der Deutschsozialen Partei angehört hatte, lehnte er das NS-Regime offen ab. Auf Betreiben von Rudolf Kummer wurde er deshalb am 1. April 1934 aufgrund des Gesetzes zur Wiederherstellung des Berufsbeamtentums als Bibliothekar entlassen. Da er noch nicht zehn Jahre Beamter war, wurde ihm die Pension verweigert. Kurzfristig fand er Anstellung im Oldenbourg Verlag, ansonsten lebte er von archivalischen Aufträgen – im Frühjahr 1940 ordnete er beispielsweise das Theaterarchiv des Deutschen Theaters Prag – und Gelegenheitsarbeiten.
Zusammen mit seiner Frau wurde Stefl am 23. Oktober 1941 von der Gestapo verhaftet, unter dem Verdacht, bei seinem Untermieter Hans Leipelt ausländische Radiosender gehört zu haben. Das Ehepaar Stefl wurde am 12. November 1943 wieder entlassen, Leipelt im Januar 1945 hingerichtet. Bei einem Bombenangriff im selben Monat verloren die Stefls ihre Münchner Wohnung.

## Nachkriegszeit
1945 wurde Stefl als Berater in Angelegenheiten des Buchhandels für die alliierte Kommandantur tätig und beteiligte sich als Gutachter in Spruchkammerverfahren an der Entnazifizierung und am Wiederaufbau. 1947 trat Stefl wieder als Bibliothekar in den Staatsdienst ein; 1949 wurde er auf eigenen Wunsch aus gesundheitlichen Gründen in den Ruhestand versetzt.
1960 erhielt Stefl vom österreichischen Bundespräsidenten den Professorentitel ehrenhalber, im Februar 1962 das Große Verdienstkreuz der Bundesrepublik Deutschland. Max Stefl starb am 14. November 1973 in München. Sein Grab findet sich auf dem Friedhof am Perlacher Forst in der Stadelheimer Straße.

## Wirken für Adalbert Stifter
1919 brachte Max Stefl gemeinsam mit Max Scherrer die erste seit der Erstausgabe erschienene vollständige Fassung des Romans Der Nachsommer von Adalbert Stifter heraus. Es folgten Ausgaben der Erzählungen Stifters in den jeweiligen Urfassungen und Fassungen letzter Hand sowie weitere Nachsommer-Ausgaben. Seit 1925 war er Mitglied und wurde 1943 Ehrenmitglied der Adalbert-Stifter-Gesellschaft in Wien. Ab 1932 arbeitete Stefl gemeinsam mit Wilhelm Kosch an einer umfassenden Bibliographie des Dichters.
Das von Stifter und Johann Aprent für Schulen konzipierte Lesebuch zur Förderung humaner Bildung gab Stefl 1938 heraus. Von 1939 bis 1942 edierte er die Gesammelten Werke Stifters in sieben Bänden, die 1959 wiederaufgelegt wurden.
1946 gründete Stefl die Adalbert-Stifter-Gesellschaft, deren erster Vorsitzender er wurde, und gab deren Schriftenreihe heraus. Stefls Ausgabe von Stifters Erzählungen in der Urfassung erschien 1950–1952 in drei Bänden. Vom 6. bis 25. September 1955 organisierte Stefl im Münchner Prinz-Carl-Palais eine Ausstellung zu Stifters 150. Geburtstag. 1960 edierte er Adalbert Stifters Späte Erzählungen. Bekannt ist auch sein Briefwechsel mit Arno Schmidt aus den Jahren nach 1960 zu dessen Stifter-Rezeption.

## Sonstiges
Max Stefl war Mitglied des Schutzverbandes deutscher Schriftsteller, der Deutschen Akademie für Sprache und Dichtung, des deutschen PEN-Clubs, des Adalbert-Stifter-Instituts des Landes Oberösterreich in Linz, der Adalbert-Stifter-Gesellschaft in Wien und der Vereinigung der Verfolgten des Naziregimes. Seit 1966 war er Vorstandsmitglied des Bayrischen Schriftstellerverbands (Gruppe 50) in München.

## Werke
- Beiträge zur Lehre von der Verbal-Zusammensetzung mit „an-“ im Mittelhochdeutschen. Diss. masch, Freiburg 1924
- (Hrsg.) Heinrich Reitzenbeck: Adalbert Stifter. Biographische Skizze. Alber, München 1948
- (mit Wilhelm Kosch:) Adalbert Stifter als Mensch, Künstler, Dichter und Erzieher. Habbel, Regensburg 1952
- (Hrsg.) Adalbert Stifter: Erzählungen in der Urfassung. 4 Bde., Kraft, Augsburg 1952–1962
- (mit Wilhelm Kosch:) Adalbert-Stifter-Bibliographie. Adalbert-Stifter-Gesellschaft, München 1953
- (mit Johanna Freiin von Herzogenberg und Hans Reuthe:) Adalbert Stifter. Ausstellung zum 150. Geburtstag (Katalog). Bayerische Akademie der schönen Künste, München 1955
- (Hrsg.) Adalbert Stifter: Werke. 5 Bde., Wissenschaftliche Buchgesellschaft, Darmstadt o. J. [1963]
- Briefwechsel mit Arno Schmidt, in: Arno Schmidt: Briefwechsel mit Kollegen. Herausgegeben von Gregor Strick. Suhrkamp. Frankfurt 2007.